# Paraguai nos Jogos Olímpicos de Verão de 2004
O Paraguai competiu nos Jogos Olímpicos de Verão de 2004, em Atenas, na Grécia.

## Medalhistas

### Prata
- Futebol - Masculino:

Equipe
- Rodrigo Romero
- Emilio Martínez
- Julio César Manzur
- Carlos Gamarra
- José Devaca
- Celso Esquivel
- Pablo Gimenez
- Edgar Barreto
- Fredy Barreiro
- Diego Figueredo
- Aureliano Torres
- Pedro Benítez
- Julio César Enciso
- Julio González
- Ernesto Cristaldo
- Osvaldo Díaz
- José Cardozo
- Diego Barreto

Técnico
- Carlos Jara Saguier

## Desempenho

### Atletismo
Masculino
| Atletas        | Evento     | Preliminar | Preliminar | Quartas     | Quartas     | Semifinal   | Semifinal   | Final       | Final       |
| Atletas        | Evento     | Marca      | Posição    | Marca       | Posição     | Marca       | Posição     | Marca       | Posição     |
| -------------- | ---------- | ---------- | ---------- | ----------- | ----------- | ----------- | ----------- | ----------- | ----------- |
| Diego Ferreira | 100 metros | 10s50      | 49º        | Não avançou | Não avançou | Não avançou | Não avançou | Não avançou | Não avançou |

### Remo
Masculino
| Equipe      | Evento        | Eliminatórias | Eliminatórias | Repescagem | Repescagem | Semifinal | Semifinal | Final   | Final                |
| Equipe      | Evento        | Tempo         | Posição       | Tempo      | Posição    | Tempo     | Posição   | Tempo   | Posição (Pos. final) |
| ----------- | ------------- | ------------- | ------------- | ---------- | ---------- | --------- | --------- | ------- | -------------------- |
| Daniel Sosa | Skiff simples | 7m52s50       | 5º R          | 7m21s03    | 4º S D/E   | 7m36s87   | 4º FE     | 7m13s49 | 2º (26º)             |